# Richard Mayo
Richard Walden Mayo (Boston, 12 giugno 1902 – Boca Raton, 10 novembre 1996) è stato un generale e pentatleta statunitense.
Si laureò all'Accademia di West Point nel 1926
Prese parte come ufficiale dell'Esercito degli Stati Uniti alla Seconda guerra mondiale e alla Guerra di Corea. Fu comandante del 17th Field Artillery Group, del 5th Field Artillery Group e di Fort Stewart. Venne congedato in luglio 1956 con il grado di Generale di brigata.

## Palmarès sportivo
In carriera ha conseguito i seguenti risultati:
- Giochi olimpici:

Los Angeles 1932: bronzo nel pentathlon moderno.